# Stilbohypoxylon macrosporum
Stilbohypoxylon macrosporum är en svampart som beskrevs av Hladki & A.I. Romero 2003. Stilbohypoxylon macrosporum ingår i släktet Stilbohypoxylon och familjen kolkärnsvampar.   Inga underarter finns listade i Catalogue of Life.